# Christian Dalmau
Christian Dalmau Santana (Arecibo, 29 agosto 1975) è un allenatore di pallacanestro ed ex cestista portoricano.
È il figlio di Raymond Dalmau e il fratello di Richie e Ricardo Dalmau.

## Carriera
Con Porto Rico ha disputato i Giochi olimpici di Atene 2004, due edizioni dei Campionati mondiali (2002, 2006) e quattro dei Campionati americani (2001, 2003, 2005, 2009).

## Palmarès
- Coppa di Polonia: 1

Prokom Sopot: 2006